# Blaues Wunder
Pour les articles homonymes, voir Blau et Wunder.
Blaues Wunder ou das blaue Wunder (en français : le « Miracle bleu » ou la « Merveille bleue ») est le nom populaire du pont de Loschwitz (Loschwitzer Brücke), à Dresde, Saxe, Allemagne, ouvert en 1893. Ce pont sur l'Elbe, appelé officiellement König-Albert-Brücke (pont du roi Albert) jusqu'en 1912, relie entre eux les quartiers résidentiels de Blasewitz et de Loschwitz.

## Construction
Le pont a été construit entre 1891 et 1893 par Claus Koepcke et Hans Manfred Krüger. C'est, comme son créateur Claus Koepcke aimait à le dire, « un pont suspendu à trois articulations ». En réalité, c'est, en langage technique rigoureux, un parfait exemple de « pont équilibré » ou « pont à poutres cantilever ».

## Caractéristiques techniques
- Longueur: 280 m
- Poids : 3 500 tonnes

Les pièces en acier du pont ont été forgées aux ateliers Königin-Marien-Hütte de Cainsdorf (de), près de Zwickau, devenus depuis lors la Sächsische Anlagen und Maschinenbau GmbH (SAM), jusqu'à leur faillite en 2005.
Le tablier en treillis du pont a une largeur de 12 m et les travées ont respectivement 61,76 m, 146,68 m et 61,76 m de long. Les pylônes à partir du bord supérieur de piles ont environ 24 m de haut.

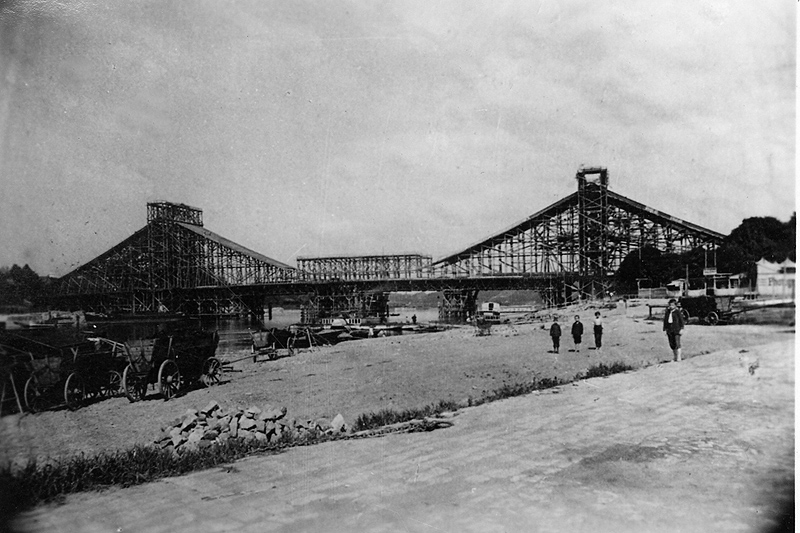
Le « Miracle bleu » en construction, 1893
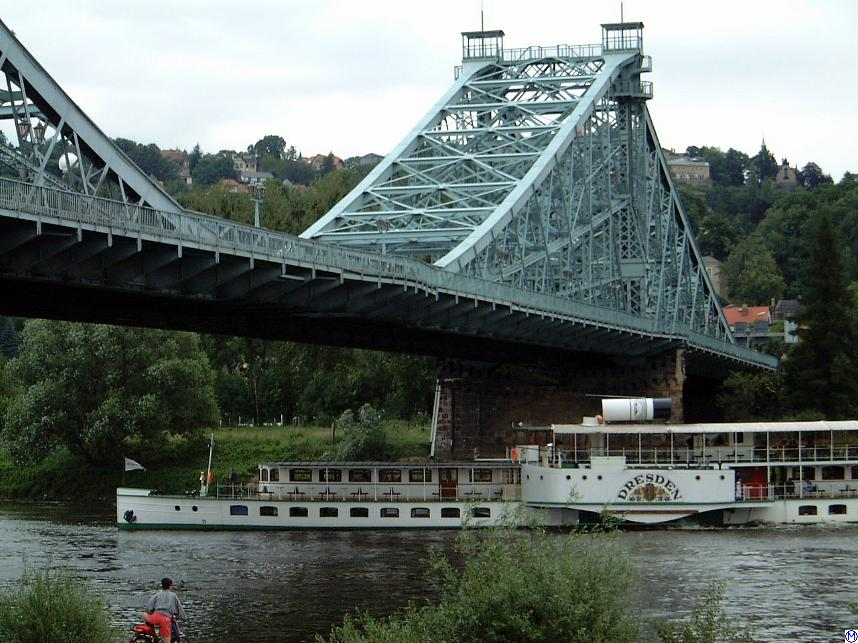
Un vapeur à roues à aubes de la Sächsische Dampfschiffahrt passe sous le pont (2000)
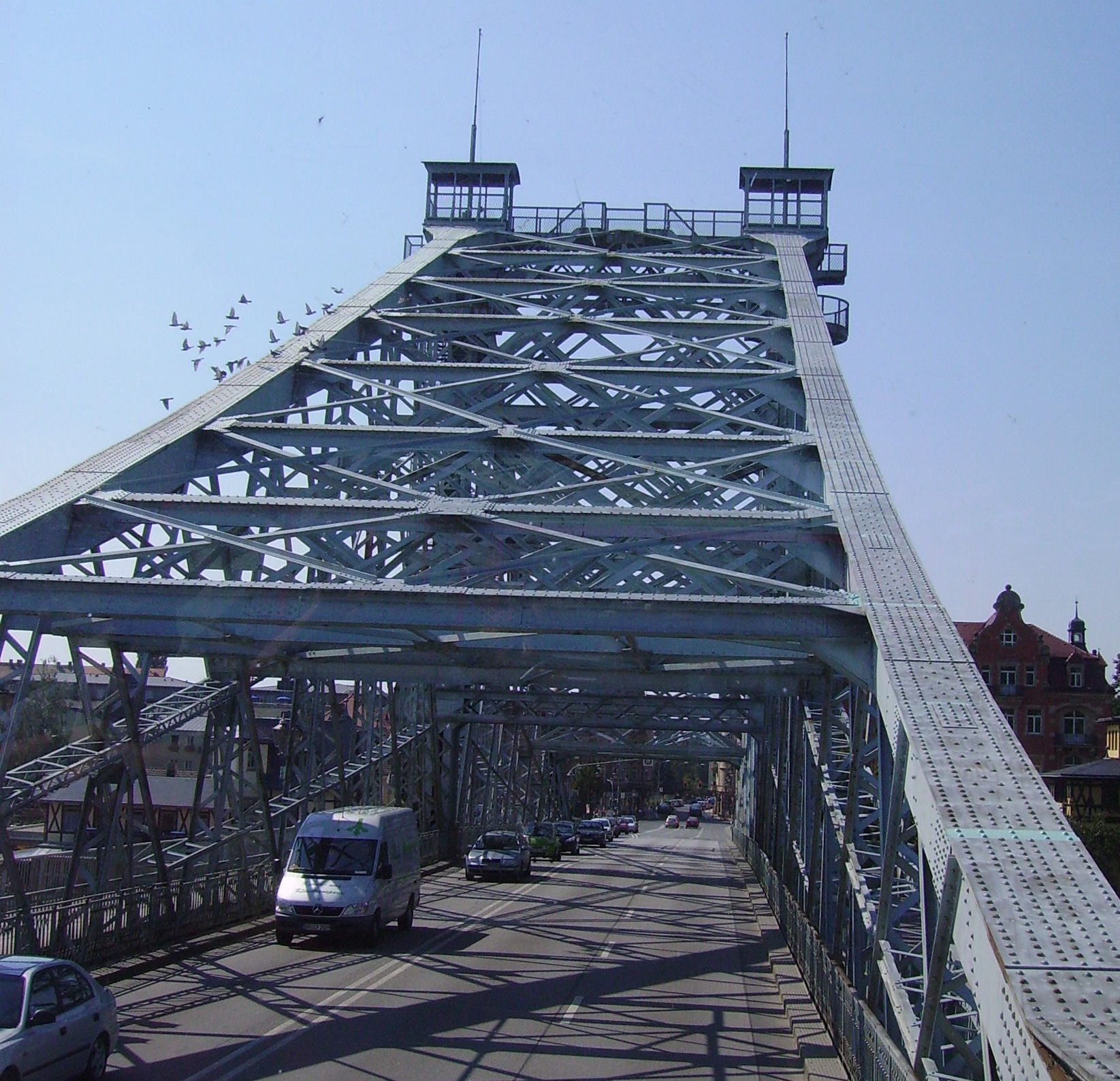
Vue de détail (2005)
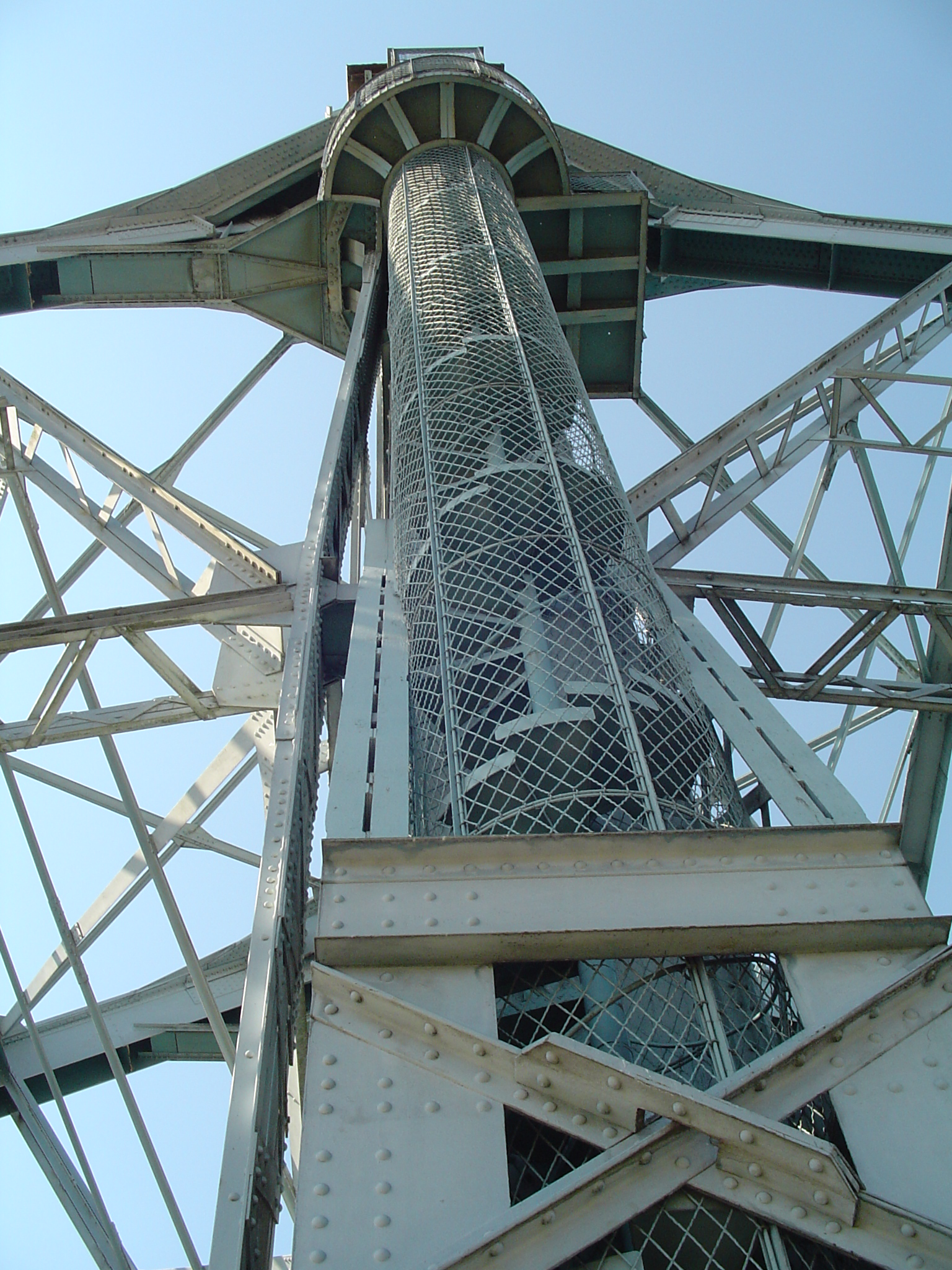
Vue de détail d'un pilier (2006)

## Coût et péage
- Coût: 2,25 millions de mark-or
- Peinture: 57 000 mark-or

Le droit de péage était, jusqu'en 1923 de :
- 2 pfennig pour les piétons, les passagers des tramways, les cyclistes et les automobilistes
- 10 pfennig pour les animaux de trait
- 20 pfennig pour les véhicules à moteur

Des abonnements et des régimes particuliers étaient possibles. Ces taxes permirent aussi de financer, peu de temps après, le mur de soutènement de la rue Schiller, à Loschwitz, bientôt appelé « Zwee-Pfeng Mauer » (« mur à deux pfennigs ») dans l'expression populaire.

## Histoire

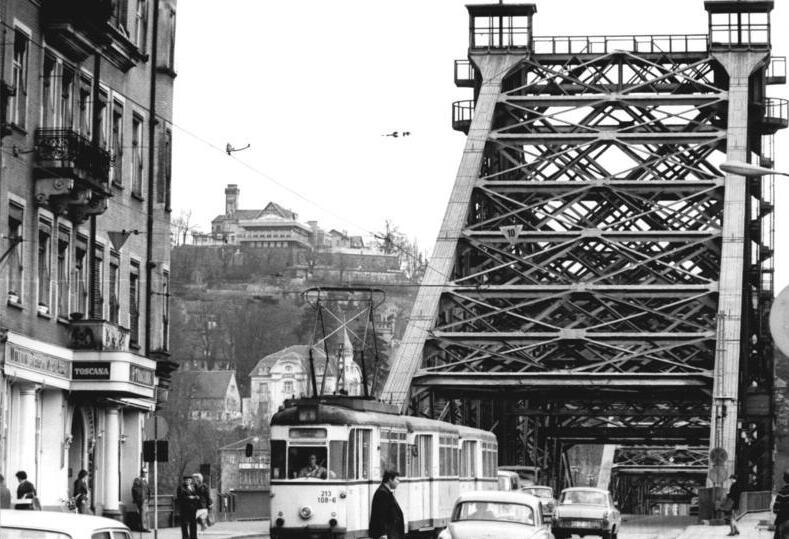
Restauration : le 9 avril 1985, la circulation du tramway de Dresde fut interrompue sur le pont pour permettre la réhabilitation complète du chef-d’œuvre technique de 1893.

Le pont a été modifié en 1935 : la chaussée a été élargie et les trottoirs mis en encorbellement à l'extérieur de la structure. Il a échappé aux destructions de 1945 grâce à l'initiative de riverains qui empêchèrent la Wehrmacht de procéder à sa destruction par explosion qui était prévue. Le fait est rappelé par une plaque commémorative sur la rive de Blasewitz.
Jusqu'en 1985, les lignes du tramway de Dresde no 4, vers Pillnitz, et no 15, vers Loschwitz, passaient sur le pont. Il est actuellement réservé aux véhicules routiers de moins de 15 tonnes.

### Nom
À l'époque de sa construction, le pont était l'un des premiers de cette envergure en métal à ne pas nécessiter de piles dans le fleuve qu'il enjambait (ici l'Elbe) - c'est entre autres pour cette raison qu'on l'a appelé la Merveille (Wunder). Quant au nom de Blaues Wunder, il est également dû à la peinture bleu clair du pont, déjà mentionnée dans des publications datant de l'époque de sa construction (première mention le 25 avril 1893 au moment de la première couche de peinture) et déjà présente sur une pièce commémorative frappée à l'occasion de l'inauguration en 1893.
Le nom de baptême parfois utilisé pour le pont - König-Albert-Brücke - n'est attesté que lors des festivités d'inauguration du 15 juillet 1893, il n'a pas été repris dans les documents officiels, tant du fisc que des communes, ni dans l'usage courant, la dénomination officielle ayant toujours été Loschwitzer Brücke.
Le 5 avril 1936, le journal Dresdner Nachrichten publie un article affirmant que le pont avait été peint à l'origine avec un mélange de bleu de cobalt et de jaune de chrome vert et que les parties jaunes s'étaient évaporées sous l'effet des intempéries ; il ne restait plus que le bleu. Ce canular de journal fut pris pour argent comptant et, contrairement aux faits historiques, répété et amplifié par la suite. Ainsi, d'autres sources ne parlaient plus que du rayonnement solaire, qui aurait fait disparaître les parties jaunes. L'historien de l'art Volker Helas a fait remarquer à ce sujet : "Pourquoi donc aurait-on appelé un pont vert le Miracle bleu ?".
En 2005, le Linkspartei.PDS a proposé de rebaptiser officiellement le pont de Loschwitz en Blaues Wunder (Miracle bleu), mais la proposition n'a pas obtenu la majorité au conseil municipal. 

## Présent et avenir
La circulation sur le pont est importante et sa conservation en l'état pour les besoins des véhicules légers n'apparaît guère envisageable après 2030. Des discussions sont engagées quant à son avenir plus lointain.